# Orang pendek
L'Orang Pendek ("home petit" o més extensament, "diferent de l'orangutan") és el nom que rep una suposada criatura que es creu que viuria a les àrees salvatges de Sumatra, a l'actual Parc Nacional de Kerinci Seblat.
Segons la descripció dels nadius i la criptozoologia, Orang Pendek és un homínid de poca estatura de pèl rogenc; existeixen expedicions que han intentat trobar-lo i documentar la seva existència, afirmant que fa una alçada d'entre 80 i 150 centímetres.
Però durant tot el temps que l'Orang Pendek ha rebut l'atenció dels criptozoòlegs, els suposats albiraments han estat llunyans o són informes indirectes, principalment de nadius, que afirmen haver-lo vist. Cal tenir en compte que aquests nadius tenen assumida la creença que la criatura existeix i que tard o d'hora el veuran.

## Relació amb l'Homo floresiensis?
El descobriment de restes fòssils datades en 18.000 anys d'antiguitat trobades recentment de l'anomenat Homo floresiensis, que coincidirien amb la descripció general de l'Orang Pendek, han fet sorgir diverses hipòtesis. Aquestes van des de la que diu que l'Orang Pendek és el resultat d'una antiga tradició basada en espècie ja extinta amb què els nadius van tenir contacte fa milers d'anys, fins a la que diu que l'Orang Pendek serien Homo floresiensis actuals. De moment, cap hipòtesi no ha sigut provada.

## Proves?
Algunes persones diuen tenir restes fòssils, petjades, pèl, excrements, ADN i testimonis d'albiraments; aquest és el principal argument dels que creuen en la seva existència. Però en realitat no existeixen aquestes restes fòssils, i totes les proves físiques de pèl, excrements, ADN, etcètera, sempre resulten esquives, i quan són adequadament analitzades i comparades amb altres candidats probables, han indicat pertànyer a orangutans, altres animals de Sumatra, o àdhuc a l'home. Quant a les petjades, en ser analitzades per experts, han conclòs que són falses o no pertanyen o no indiquen ser d'un homínid. Per tot això fins ara l'Orang Pendek es considera únicament una criatura mitològica més del ric folklore humà, no existint cap prova física directa que hagi estat ratificada com autèntica pels científics.